# Moshe Landau

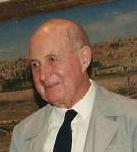
Moshe Landau en 1993.

Moshe Landau (Danzig, Imperio Alemán, 29 de abril de 1912 - Jerusalén, Estado de Israel, 1 de mayo de 2011) fue un jurista y magistrado israelí de origen alemán, especialmente conocido por ser quien juzgó al criminal de guerra nazi, Adolf Eichmann en 1961.
Nació en Danzig, Alemania (hoy en día Gdansk, Polonia). Graduado en Derecho por la Universidad de Londres, nada más finalizar sus estudios en 1933 emigró a Palestina, donde instaló su residencia. Fue un sionista convencido. Creado el Estado de Israel, fue uno de los primeros jueces del nuevo Estado judío y de los creadores del reconocimiento de los Justos entre las Naciones en Yad Vashem.
Participó en la corte de justicia que juzgó y condenó, en 1957, la masacre de Kafr Qasim, en la que la policía fronteriza israelí asesinó, en la localidad del mismo nombre, a medio centenar de hombres, mujeres y niños árabes. La condena, rebajada notablemente, y las elucubraciones del tribunal sobre la obediencia debida con que la sentencia justificó a los soldados, fueron polémicas. En 1961, fue el magistrado encargado de juzgar a Adolf Eichmann, criminal de guerra nazi al que el Mossad localizó en Argentina, secuestrándolo y llevándolo a Israel para ser juzgado. Landau fue reconocido por su correcto y exquisito trato al detenido, negándose a que se le obligara durante al juicio a vestir como oficial alemán, tal y como algunos pretendían. También se opuso con éxito a las presiones de las autoridades para convertir el acto del juicio en un espectáculo propagandístico, consiguiendo mantener una imagen de rigor. La sentencia, considerada una de las que más claramente y con mayor precisión explicaba el proceso del Holocausto, condenó a Eichmann a morir en la horca, lo que no dejó de sorprender al acusado que había confundido, al decir de los expertos, el trato correcto con la debilidad. Más controvertido resultó el informe de la comisión que presidio en 1987 (Comisión Landau) sobre el comportamiento del cuerpo de seguridad israelí interior, Shin Bet, en sus interrogatorios con la utilización de métodos de tortura, donde el informe autorizaba una "moderada presión física" en los interrogatorios, informe que fue rechazado por el Tribunal Supremo en 1999.